# Meteorologiåret 1890

## Händelser

### Maj
- 26 maj – Ett sent snöfall på 30–40 centimeter inträffar över Mariedamm, Sverige [1].

### Juli
- 13 juli – En tornado härjar i Minnesota, USA [2].

### November
- 24-26 november – I Vittangi, Sverige uppmäts temperaturen - 43 °C vilket då är Sveriges lägst uppmätta temperatur för månaden [3].
- 26 november – Vid Utsira fyr i Norge noteras lokalt köldrekord för månaden med –5,6 °C [4]

### December
- December - Inte en enda soltimme uppmäts i Westminster i England, Storbritannien [5].

## Födda
- 7 mars – Coching Chu, kinesisk meteorolog och geolog.
- 18 maj – Ed Russenholt, kanadensisk TV-meteorolog.
- okänt datum – Ivan Ray Tannehill, amerikansk meteorolog.

## Avlidna
- 3 februari – Christoph Hendrik Diederik Buys-Ballot, nederländsk meteorolog och fysiker.
- okänt datum – David Milne-Home, skotsk advokat, geolog och meteorolog.
- okänt datum – Kozma Spassky-Avtonomov, rysk klimatolog och meteorolog.

### Fotnoter
1. ↑  SMHI
2. ↑  ”Arkiverade kopian”. Arkiverad från originalet den 21 juli 2010. https://web.archive.org/web/20100721153842/http://climate.umn.edu/pdf/day_in_weather_history/july_wx_history.pdf. Läst 16 februari 2011.
3. ↑  SMHI Arkiverad 9 september 2010 hämtat från the Wayback Machine.
4. ↑  MET
5. ↑  DMI[död länk]